# لوقا دافيسون
لوقا دافيسون (بالإنجليزية: Luke Davison) مواليد 8 مايو 1990 في نيوساوث ويلز، كان دراج أسترالي سابق في صنف سباق الدراجات على المضمار. سبق أن شارك في دورة الألعاب الأولمبية الصيفية وفاز بميدالية أولمبية. حقق أيضا ميدالية في دورة ألعاب الكومنولث.

## سجل النتائج

### سباقات أو مراحل فاز بها
- طواف إيطاليا

## الميداليات
| الميدالية | المسابقة                               |
| --------- | -------------------------------------- |
| ذهبية     | بطولة العالم للدراجات على المضمار 2014 |
| ذهبية     | دورة ألعاب الكومنولث 2014              |

## روابط خارجية
- لوقا دافيسون على موقع الاتحاد الدولي للدراجات (الإنجليزية)
- لوقا دافيسون على موقع أرشيف الدراجات (الإنجليزية)
- لوقا دافيسون على موقع إحصائيات الدراجات الإحترافية (الإنجليزية)
- لوقا دافيسون على موقع نسبة الدراجات (الإنجليزية)
- لوقا دافيسون على موقع CycleBase (الإنجليزية)
- لوقا دافيسون على موقع اتحاد ألعاب الكومنولث (مؤرشف) (الإنجليزية)